# 桑德敦 (阿拉巴馬州)
桑德敦（英語：Sandtown）是位於美國阿拉巴馬州塔斯卡盧薩縣的一個非建制地區。該地的面積和人口皆未知。

## 地理
桑德敦的座標為33°35′24″N 87°29′31″W / 33.59000°N 87.49194°W，而該地的平均海拔高度為202米（即663英尺）。